# 拉爾赫山
47°22′41″N 11°48′58″E / 47.37806°N 11.81611°E

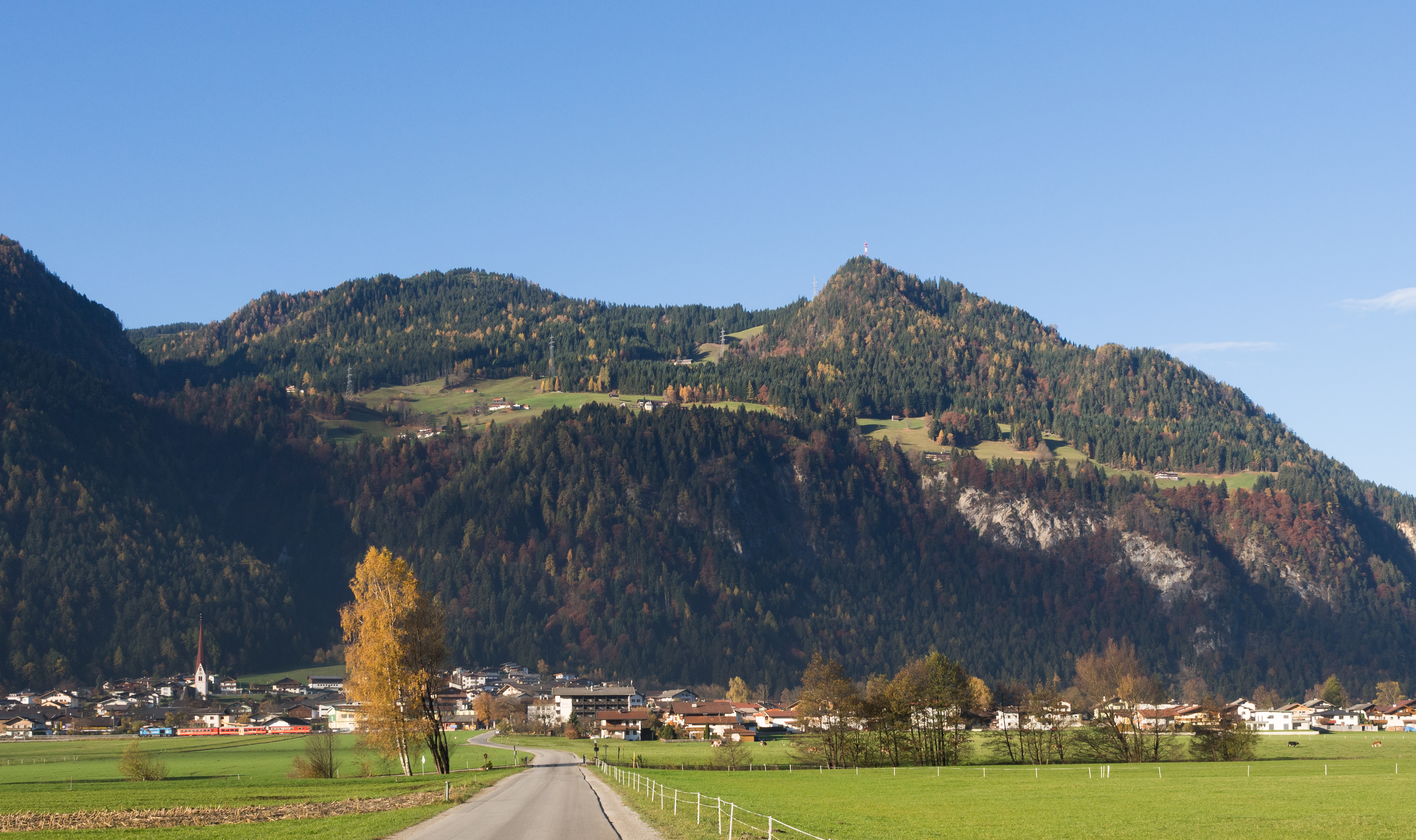

拉爾赫山（德語：Larchkopf），是奧地利的山峰，位於該國西部，由蒂羅爾州負責管轄，屬於圖克斯山的一部分，處於齊勒谷地施特拉斯附近，海拔高度1,375米。